# Zekuhl
 (novembre 2011).
Si vous disposez d'ouvrages ou d'articles de référence ou si vous connaissez des sites web de qualité traitant du thème abordé ici, merci de compléter l'article en donnant les références utiles à sa vérifiabilité et en les liant à la section « Notes et références ».
Atna Njock, dit Zekuhl, est un chanteur, compositeur, multi-instrumentaliste (guitare, basse, percussions) world-jazz, joueur de Nkuu et expert international en langage des tons d’origine camerounaise.

## Biographie
Porteur inné et garant de la tradition du langage des tons et petit-fils d’un chef traditionnel, Atna Njock est né à Sainte-Foy au Québec, alors que son père était en stage à l’université Laval. 
Après quelques mois, ses parents sont de retour au Cameroun. Il passe son enfance à Kaya, un village de l’arrondissement de Makak, département du Nyong-et-Kéllé, où son grand-père fut le dernier chef supérieur du canton Ndok-Bèa Sud. Il baigne dès son plus jeune âge au cœur des traditions musicales, dont celle des pygmées Baka proches de son village. Ses premiers instruments sont le nkuu – tambour parlant (tronc d'arbre évidé avec fentes qui se joue avec des baguettes) également appelé téléphone Africain –, le balafon, le kalimba (petit piano africain) et le mbè (long tambour à peau).
Encadré par son père, à 8 ans, il effectue avec ses frères une tournée de concerts éducatifs de balafon en Angleterre, en Allemagne, en Pologne et aussi dans le cadre d’un congrès de l’International Society for Music Education (ISME) au Canada.
À 13 ans, il reçoit sa première guitare sur laquelle il inscrit Zekuhl sur le manche. On le nomme désormais Zekuhl au collège Libamba, où il est le chef de son premier orchestre. Il s’enrichit, par la suite, du système tonal occidental et des variétés contemporaines du monde.
À 20 ans, il arrive au Québec à Sainte-Thérèse pour ses études et rencontre des musiciens aux origines diverses. En 1991, Zekuhl s'établit à Montréal et se fait connaître avec son groupe comme l’un des précurseurs de la musique world québécoise en tant que finaliste au concours l’Empire des futures stars. Ils se produisent en 1992 en première partie du spectacle de Youssou N'Dour au Spectrum à Montréal.
En 1994, il accompagne à la guitare le Montreal Jubilation Gospel Choir au mariage de Céline Dion.
Son talent de guitariste lui vaut également d’accompagner les artistes camerounais de renom lors de leur tournée canadienne dont Ben Decca, K-Tino, Sam Fan Thomas, André-Marie Tala, Lady Ponce, Émile Kangué.
Zekuhl est reconnu aujourd’hui pour son style novateur World Jazz Bantou issu de la musique bolbo et de la tradition du langage des tons. Il est un des garants du patrimoine musical camerounais en tant que joueur initié du nkuu, maître du langage des tons et par son expertise des musiques assiko, bolbo, mpeya, bikutsi, makossa, mangambeu, ndin, bol, bèkèlè.

## Discographie
- 1992 : Zekuhl
- 1997 : Amon
- 2011 : I Bolo[2]
- 2019 : Toodana[3]

## Distinctions
- 2011 : Finaliste artiste musique du monde de l’année – Prix de musique folk canadienne[4]
- 2010 : Prix Jean Bikoko Aladin (décerné par les instances culturelles du Haut-Commissariat et de la communauté camerounaise du Canada)
- 1991 : Finaliste Empire des futures stars